# Нью-Фрідом (Пенсільванія)
Нью-Фрідом (англ. New Freedom) — місто (англ. borough) в США, в окрузі Йорк штату Пенсільванія. Населення — 4877 осіб (2020).

## Географія
Нью-Фрідом розташований за координатами 39°44′7″ пн. ш. 76°41′48″ зх. д. / 39.73528° пн. ш. 76.69667° зх. д. (39.735327, -76.696708).  За даними Бюро перепису населення США в 2010 році місто мало площу 5,39 км², уся площа — суходіл.

## Демографія
Згідно з переписом 2010 року, у селищі мешкали 4464 особи в 1647 домогосподарствах у складі 1289 родин. Густота населення становила 828 осіб/км².  Було 1716 помешкань (318/км²).
Расовий склад населення:
| - 94,2 % — білих - 2,3 % — чорних або афроамериканців - 1,4 % — азіатів - 0,3 % — корінних американців |

До двох чи більше рас належало 1,3 %. Частка іспаномовних становила 2,2 % від усіх жителів.
За віковим діапазоном населення розподілялося таким чином: 26,6 % — особи молодші 18 років, 60,7 % — особи у віці 18—64 років, 12,7 % — особи у віці 65 років та старші. Медіана віку мешканця становила 40,8 року. На 100 осіб жіночої статі у селищі припадало 91,1 чоловіків;  на 100 жінок у віці від 18 років та старших — 92,6 чоловіків також старших 18 років.
Середній дохід на одне домашнє господарство  становив 90 518 доларів США (медіана — 84 167), а середній дохід на одну сім'ю — 100 306 доларів (медіана — 95 729). Медіана доходів становила 71 827 доларів для чоловіків та 48 466 доларів для жінок. За межею бідності перебувало 2,6 % осіб, у тому числі 1,9 % дітей у віці до 18 років та 8,2 % осіб у віці 65 років та старших.
Цивільне працевлаштоване населення становило 2228 осіб. Основні галузі зайнятості: освіта, охорона здоров'я та соціальна допомога — 25,6 %, фінанси, страхування та нерухомість — 10,7 %, виробництво — 10,2 %, науковці, спеціалісти, менеджери — 10,1 %.